# Neocorynura muiscae
Neocorynura muiscae là một loài Hymenoptera trong họ Halictidae. Loài này được Smith-Pardo & Gonzalez mô tả khoa học năm 2006.